# Güneyyurt, Ermenek
Güneyyurt là một thị trấn thuộc huyện Ermenek, tỉnh Karaman, Thổ Nhĩ Kỳ. Dân số thời điểm năm 2011 là 5.136 người.